# Kremkau
Kremkau is een plaats en voormalige gemeente in de Duitse deelstaat Saksen-Anhalt, en maakt deel uit van de Landkreis Stendal.
Kremkau telde, begin 2022, 193 inwoners. Het plattelandsdorpje vormt een Ortschaft van de gemeente Bismark. Kremkau ligt ongeveer 11 km ten west-zuidwesten van het stadje Bismark.